# 고인규
고인규(高仁奎, 1987년 6월 25일 ~ )는 대한민국의 전직 스타크래프트, 스타크래프트 II 프로게이머 출신 현 게임 해설자로 Canata[YG]라는 아이디를 사용하며, 종족은 테란이었다.

## 생애
2003년부터 프로게이머 활동을 시작하였으며, 2004년 T1에 입단한 고인규 해설위원은 박카스 스타리그 2009에서 1차 본선 36강에서 하이트 스파키즈의 김상욱을 2-1로 제압했고 16강으로 가는 마지막 골목에서 이스트로의 신희승을 상대로 2:1로 역전을 하면서 생애 첫 온게임넷 스타리그 16강에 진출하는 쾌거를 이루었다. 또한 아발론 온라인 MSL 2009와 박카스 스타리그 2009에서 8강에 진출하며 햇수로 6년 만에 양대리그 8강 진출에 성공한다. 그리고 2009년 7월 23일에 펼쳐진 아발론 MSL 2009 8강 1세트에서 당대 최강의 저그 '폭군' 이제동을 초반부터 마린-벙커러시로 압박하여 드론 다수를 잡아내고 이후 벌처 1기로 10킬 이상을 하는 기막힌 컨트롤을 보여주며 5분만에 이제동을 잡아내는 모습을 보여주었다. 그리고 다음 날 2009년 7월 24일에 있는 박카스 스타리그 2009에서 같은 팀 동료인 '국본' 정명훈과 경기에서 0-2로 완패했지만 좋은 경기력을 보여주었으며 이후 8월 7일과 8일 양일간 열린 신한은행 프로리그 08-09 챔피언결정전에서 1차전에서는 손주흥을 잡아냈고 2차전에서는 비록 손찬웅에게 패했지만 정명훈이 이제동을 2차전 에이스결정전에서 잡아내며 프로리그 통산 5번째 우승을 맛보았다. 그러나 2011년 1월 1일 로스터에서 말소된 이후 공군 사병으로 복무한 고인규 해설은 2011년 4월 4일 공군 ACE에 입대하여 2012년 가을에 공군 ACE 팀이 해체되면서 2013년 4월 3일에 전역하였다. 그리고 입대하기 전인 2010년 이미 기존 소속 팀인 T1과의 계약이 만료되어 더 이상의 선수 활동을 지속하지 못하게 되면서 은퇴를 선언하였으며 이후 2013년 4월 23일부터 2016년까지 SPOTV의 화요일 스타크래프트 II 프로리그 중계진으로 활동했으며 현재는 리그 오브 레전드 챔피언스 코리아 뿐만 아니라 스타크래프트, 왕자영요 등 각종 리그의 해설가로도 꾸준히 활동하고 있다.

## 수상 경력
- 2004년 7월 제4회 커리지 매치 입상
- 2004년 12월 Sky Life배 Game TV 신인왕전 우승
- 2006년 4월 온게임넷 슈퍼루키 토너먼트 3위
- 2006년 8월 스카이 프로리그 2006 전기리그 결승전 MVP
- 2006년 9월 신한은행 스타리그 시즌2 24강
- 2007년 1월 곰TV MSL 시즌1 16강
- 2007년 5월 곰TV MSL 시즌2 32강
- 2007년 8월 2007 서울 국제 e스포츠 페스티벌 스타크래프트 256강전 32강
- 2007년 10월 곰TV MSL 시즌3 16강
- 2008년 1월 곰TV MSL 시즌4 32강
- 2008년 6월 아레나 MSL 2008 16강
- 2008년 10월 클럽데이 온라인 MSL 32강
- 2009년 1월 로스트사가 MSL 2009 32강
- 2009년 6월 박카스 스타리그 2009 8강
- 2009년 6월 아발론 MSL 2009 8강
- 2009년 6월 EVER 스타리그 2009 36강
- 2009년 12월 NATE MSL 2009 16강
- 2010년 7월 대한항공 스타리그 2010 시즌2 36강

### 팀단위 리그
- 2005년 SKY 프로리그 2005 전기리그 우승 (SK 텔레콤 T1)
- 2005년 SKY 프로리그 2005 후기리그 우승 (SK 텔레콤 T1)
- 2005년 SKY 프로리그 2005 그랜드 파이널 우승 (SK 텔레콤 T1)
- 2006년 SKY 프로리그 2006 전기리그 우승 (SK 텔레콤 T1)
- 2007년 SKY 프로리그 2006 그랜드 파이널 준우승 (SK 텔레콤 T1)
- 2009년 신한은행 프로리그 08-09 우승 (SK 텔레콤 T1)
- 2010년 신한은행 프로리그 09-10 준우승 (SK 텔레콤 T1)

## 기타 기록
- 서바이버 토너먼트 17연승 (역대 2위)

## 서황(서바이버의 황제) 고인규
고인규는 서바이버의 황제라고 불리는데 MBC게임의 하부 개인리그인 서바이버 리그 및 서바이버 토너먼트에서 항상 2승을 기록하고 MSL 본선에 진출하였기 때문이다. 2006년 8월부터 시작된 연승은 2009년 4월까지 유지되었으며 서바이버 토너먼트 17연승 중 승자전에서 안상원에게 패배하여 연승은 끊겼지만 최종전에서 신노열에게 승리하며 MSL에 진출, 서바이버리그 전적은 18승 1패가 되었다. 하지만 2010년 2월의 서바이버 토너먼트에서는 1승 2패로 탈락하는 이변이 일어났으며, 빅파일 MSL 2010 서바이버 토너먼트에는 본선 진출에 실패했다. 피디팝 MSL 2010 서바이버 토너먼트에서는 차명환에게만 1경기와 최종전에서 두번 패하며 1승 2패 탈락, 2011년 3월 서바이버 토너먼트에서는 프로토스 선수들인 윤용태와 박수범에게만 각각 1경기와 패자전에서 패하며 2연패로 탈락했다. MBC게임의 폐국으로 인해 이것이 고인규의 마지막 서바이버 토너먼트가 되었다. 총 전적 27전 20승 7패.
- 고인규(T) 승 vs 구성훈(T) 패 롱기누스 2006 MBC Movies 서바이버 리그 2nd 1round D조 2경기 06-08-27
- 고인규(T) 승 vs 전태규(P) 패 블리츠 2006 MBC Movies 서바이버 리그 2nd 1round	D조 승자전 06-08-27
- 고인규(T) 승 vs 주영달(Z) 패 신 백두대간 2006 MBC Movies 서바이버 리그 2nd 1round C,D조 MSL 진출전 1경기 06-09-19
- 고인규(T) 승 vs 주영달(Z) 패 블리츠 2006 MBC Movies 서바이버 리그 2nd 1round	C,D조 MSL 진출전 2경기 06-09-19
- 고인규(T) 승 vs 신희승(T) 패 리버스템플 2006 MBC Movies 서바이버 리그 3rd 결승전 C조 1경기 07-02-06
- 고인규(T) 승 vs 신희승(T) 패 블리츠X 2006 MBC Movies 서바이버 리그 3rd 결승전 C조 2경기 07-02-06
- 고인규(T) 승 vs 정영철(Z) 패 몬티홀 곰TV 12차 MSL 서바이버 토너먼트 E조 2경기 07-08-02
- 고인규(T) 승 vs 박성균(T) 패 Python 1.1 곰TV 12차 MSL 서바이버 토너먼트 E조 승자전 07-08-02
- 고인규(T) 승 vs 김경모(Z) 패 조디악 13th MSL 서바이버 토너먼트 7조 1경기 07-12-13
- 고인규(T) 승 vs 신희승(T) 패 Blue Storm 13th MSL 서바이버 토너먼트 7조 승자전 07-12-13
- 고인규(T) 승 vs 김윤중(P) 패 로키 2 14th MSL 서바이버 토너먼트 4조 1경기 08-02-14
- 고인규(T) 승 vs 민찬기(T) 패 조디악 14th MSL 서바이버 토너먼트 4조 승자전 08-02-14
- 고인규(T) 승 vs 임동혁(Z) 패 아테나 1.0 15th MSL 서바이버 토너먼트 5조 1경기 08-08-16
- 고인규(T) 승 vs 신상문(T) 패 비잔티움 15th MSL 서바이버 토너먼트 5조 승자전 08-08-16
- 고인규(T) 승 vs 김재훈(P) 패 비잔티움2 16차 MSL 서바이버 토너먼트 11조 2경기 09-01-01
- 고인규(T) 승 vs 이제동(Z) 패 데스티네이션 1.1 16차 MSL 서바이버 토너먼트 11조 승자전 09-01-01
- 고인규(T) 승 vs 신노열(Z) 패 비잔티움3 17차 MSL 서바이버 토너먼트 1조 2경기 09-04-16
- 안상원(T) 승 vs 고인규(T) 패 카르타고2 17차 MSL 서바이버 토너먼트 1조 승자전 09-04-16
- 고인규(T) 승 vs 신노열(Z) 패 데스티네이션 1.1 17차 MSL 서바이버 토너먼트 1조 최종전 09-05-07
- 고인규(T) 승 vs 임진묵(T) 패 투혼 1.3 2010 MSL 서바이버 토너먼트 1시즌 6조 1경기 10-02-25
- 박세정(P) 승 vs 고인규(T) 패 매치포인트 1.2 2010 MSL 서바이버 토너먼트 1시즌	6조 승자전 10-02-25
- 김성대(Z) 승 vs 고인규(T) 패 오드아이2 2010 MSL 서바이버 토너먼트 1시즌 6조 최종전 10-02-25
- 차명환(Z) 승 vs 고인규(T) 패 아즈텍 피디팝 서바이버 토너먼트	2조 1경기 10-11-12
- 고인규(T) 승 vs 김윤중(P) 패 써킷브레이커 피디팝 서바이버 토너먼트 2조 패자전 10-11-12
- 차명환(Z) 승 vs 고인규(T) 패 트라이애슬론 1.1 피디팝 서바이버 토너먼트 2조 최종전 10-11-12
- 윤용태(P) 승 vs 고인규(T) 패 써킷브레이커 2011 MSL 서바이버 토너먼트 시즌1 4조 1경기 11-03-17
- 박수범(P) 승 vs 고인규(T) 패 태양의제국 1.4 2011 MSL 서바이버 토너먼트 시즌1	4조 패자전 11-03-17

## 기타
- 고인규는 자신의 아이디 “Canata”는 중학생 시절 즐겨본 애니메이션 《다!다!다!》의 등장인물 “사이온지 카나타”에서 따온 것이라고 YG클랜과의 인터뷰에서 설명하였다.[2]